# Кукобака, Михаил Игнатьевич
Михаил (Михась) Игнатьевич Кукобака — советский диссидент, бывший политзаключённый (в 1970—1976 годах, 1978—1988 годах), писатель, правозащитник и публицист. Арестовывался 4 раза по политическим обвинениям и провёл в тюрьмах и спецпсихбольницах тюремного типа в сумме около 17 лет. В западной печати (в частности, радио «Немецкая волна») Кукобака характеризовался как «самый известный белорусский диссидент».

## Биография
Родился 3 декабря 1936 года в городе Бобруйск Могилёвской области, Белорусская ССР, СССР. Белорус. Во время войны потерял родителей, воспитывался в детдоме. Получил среднее образование и профессию электромонтёра. Работал на предприятиях и стройках народного хозяйства в различных регионах СССР: в Сибири, Узбекистане, Казахстане, Украине, Беларуси, России, жил в рабочих общежитиях. Служил в армии (в Забайкалье и на Дальнем Востоке). Поступил во Всесоюзный заочный политехнический институт (ВЗПИ) на инженерный факультет, но не закончил его.
В 1968 году М. Кукобака открыто выразил несогласие с введением советских войск в Чехословакию для подавления «Пражской весны». Он направил письмо в чехословацкое консульство с протестом против вторжения Советской армии в ЧССР. В конце августа 1968 года при вызове в киевский военкомат заявил его сотрудникам: «Вздумаете послать в Чехословакию, поверну автомат против вас, против оккупантов, и выступлю на стороне народа».
В 1969 году М. Кукобака написал открытое письмо английскому писателю Айвору Монтегю в защиту писателя Анатолия Кузнецова, которое хотел опубликовать в газете «Комсомольская правда». Однако вместо газеты письмо оказалось в КГБ СССР. Кукобака был арестован КГБ в апреле 1970 года. При обыске в общежитии завода в его тумбочке чекисты обнаружили тетрадь с записями, из которой выяснили, что Кукобака поддерживает диссидентов Солженицына и Сахарова. Помимо письма Монтегю, Кукобаке вменялись в вину такие поступки: выход из профсоюза, открытый отказ участвовать в выборах, субботниках и т. п.; отдельные высказывания в частных разговорах (квалифицированные как «устные измышления»).
После окончания следствия Кукобаке предложили сотрудничество с КГБ. От сотрудничества он отказался; был направлен в Институт судебной психиатрии им. Сербского, где его признали невменяемым. Более 6 лет пребывал в психбольницах, в том числе известной своими суровыми условиями Сычёвской специальной психиатрической больнице. Приговор по делу был вынесен заочно 4 ноября 1970 года, подсудимый смог впервые ознакомиться с ним только 20 лет спустя. Освобождён в 1976 году.
После освобождения М. Кукобака работал грузчиком (на заводе в г. Бобруйске Могилёвской области); осенью 1976 года и осенью 1977 года подвергался насильственной госпитализации в областную психбольницу: первый раз — за распространение текста Всеобщей декларации прав человека, второй раз — за отказ снять со стены над койкой в заводском общежитии Всеобщую декларацию, иконку и фотографии диссидентов Андрея Сахарова и Петра Григоренко. В апреле 1977 года из-за непрекращающихся репрессий (увольнение с работы, помещение в психиатрическую больницу) отказался от советского гражданства и просил о выезде из СССР, в ответ на что последовали лишь новые репрессии.
В 1977 году Кукобаке после выхода из психиатрической больницы первое время было негде жить (так как по распоряжению директора кожкомбината, где работал Кукобака, его выписали из общежития); ночевал на вокзале. Лишь после того, как Кукобака дал расписку-обещание не «выставлять» Всеобщую декларацию прав человека, фотографии диссидентов и предметы религиозного содержания, его прописали и пустили в общежитие, где ему довелось прожить менее года — до ареста в октябре 1978.
В 1970-х годах Кукобака выступил автором ряда произведений, распространявшихся в самиздате — «Заметок о Сычёвской психбольнице» (1976 год), статьи «Международная разрядка и права человека — неделимы» (1977 год), открытого письма министру здравоохранения СССР Борису Петровскому о психиатрических репрессиях в СССР (1977 год), очерка «На свидание с детством» (1977 год), открытого письма председателю КГБ СССР Юрию Андропову (1978 год), очерка «Украденная родина» (1978 год).
Выступая в поддержку созданного в 1977 году Свободного профсоюза, Михаил Кукобака в феврале 1978 года направил открытое письмо главе СССР Леониду Брежневу, где привёл примеры грубого нарушения техники безопасности и других ущемлений прав рабочих, с которыми он сталкивался, утверждая, что «государственный профсоюз покрывает злоупотребления властей», и протестуя против преследований организаторов Свободного профсоюза — преследований, по его словам, проводимых с целью «запугать наиболее сознательных рабочих, выступающих в защиту своих прав».
Подпись Кукобаки стоит под многими коллективными правозащитными документами. Некоторые из его публикаций зачитывались в 70-е годы в эфире западногерманской радиостанции Deutsche Welle. В 1978 году направил показания в защиту правозащитника Александра Подрабинека его английскому адвокату, подписал письмо в защиту диссидента Евгения Бузинникова (1978 год), присоединился к документу Московской Хельсинкской группы № 58 «Десять лет спустя», посвященному годовщине вторжения в ЧССР (1978 год).
В октябре 1978 года повторно арестован по обвинению в «клевете» на советский строй и в июне 1979 года приговорён Могилёвским областным судом к 3 годам лишения свободы. Основу обвинения составили публицистическая статья Кукобаки «Международная разрядка и права человека — неделимы» и очерк «Украденная родина», в котором отстаивалось право на эмиграцию. В заключении в 1982 году снова осуждён Липецким областным судом по статье 190-1 УК РСФСР на 3 года лишения свободы.
Вновь арестован 11 октября 1984 года и 7 марта 1985 года приговорён Витебским областным судом по статье 67, часть 1 УК БССР («антисоветская агитация») к 6 годам лагерей и 4 годам ссылки с присоединением неотбытого срока (всего 6 лет 8 дней ИТК и 4 года ссылки). Срок отбывал в колониях строгого режима Мордовии и Пермской области. Освобождён 2 декабря 1988 года согласно указу о помиловании Президиума Верховного Совета СССР от 30 ноября 1988 года. Михаил Кукобака был последним политическим узником, который покинул исправительную колонию, известную как «Пермь-36». Реабилитирован 23 января 1991 года Верховным Судом БССР.
В том же году вернулся в Белоруссию, продолжил активное участие в правозащитной деятельности. Однако в г. Могилёве местное руководство города не смогло предоставить Кукобаке даже комнату в общежитии, после чего он переехал в Москву. Как публицист участвовал в общественно-политической жизни Белоруссии. В сентябре 2003 года написал письмо президенту Александру Лукашенко. Выступая по телевидению, Лукашенко упомянул факт получения им этого письма и отозвался (достаточно сочувственно) о его содержании. В свою очередь, Кукобака отзывался о Лукашенко критически: «Александр Лукашенко — провинциал, в меру образован, но не развит и не эрудирован. Из-за этого страдает Беларусь».
В России участвовал в деятельности оппозиции Ельцину и Путину, в протестах против военных действий в Чечне. Опубликовал более 100 публицистических статей и очерков, вызывавших, как правило, острую полемику в печати и Интернете. С конца 1980-х годов состоял в первой открыто провозгласившей себя оппозиционной партии в СССР — Демократическом Союзе (ДС). Участвовал в уличных акциях ДС, неоднократно задерживался за них милицией. В 1992 году разошёлся с группой Валерии Новодворской по вопросу о поддержке экс-президента Грузии Звиада Гамсахурдия, которого оценивал резко отрицательно. В 2005-2006 годах участвовал в кампании за освобождение одного из лидеров ДС Павла Люзакова. В 2000-е годы и позднее публиковался в газете ДС «Свободное слово». Участвовал в акциях Стратегии-31, 31 августа 2009 года подвергался задержанию милицией во время демонстрации на Триумфальной площади в Москве.
После освобождения из заключения, в 1990-е и 2000-е годы, бывал за границей: в Австрии, Албании и США (где прожил более года). Постоянно проживает в Москве.